# 木村ネネ
木村 ネネ（きむら ねね、1980年1月19日 - ）本名：木村 友里子（きむら ゆりこ）は、日本の元女子プロレスラー。身長162cm、体重60kg、血液型A型。東京都北区出身。JDスター女子プロレスに所属していた。

## 経歴・戦歴
2004年
- 3月28日、東京・後楽園ホールにおいて、対TSUNAMI、KAZUKI、亜沙美組戦でデビュー（パートナーは風香、救世忍者乱丸）。

2005年
- 7月3日、賀川照子引退興行にて引退。

## 人物
- SEAdLINNNG所属の世志琥は姉の友人の娘である[1]。木村の家へ姉と世志琥が行った際に、風香も来ていたため、世志琥と風香が顔見知りになるきっかけになっている[2]。

## 得意技
- 顔面蹴り